# Vassyl Herassymenko
Pour les articles homonymes, voir Guerassimenko.
Vassyl Herassymenko ou Guerassimenko (en ukrainien : Василь Пилипович Герасименко et en russe : Василий Филиппович Герасименко  (1900-1961)) est un général ukrainien qui occupait le poste de ministre de la défense d'Ukraine.

## Carrière
Il naît dans le Gouvernement de Poltava au sein d'une famille de paysans. Il s'engage en 1918, lors de la guerre civile russe, dans les rangs soviétiques. En 1927 il suit les cours de l'école militaire de Minsk puis de l'Académie militaire Frounze. En 1937 il commande le 8e corps de fusiliers, le district militaire de la Volga en 1940 puis la 5e armée lors de l'invasion de la Roumanie.
Il est Commissaire du peuple à la défense de la République socialiste soviétique d'Ukraine de 1944 à 1945.